# Elen Rhys
Elen Rhys, född 26 november 1983 i Aberystwyth, Cardiganshire, Wales, är en brittisk skådespelerska.
Rhys har bland annat medverkat i TV-serierna The Bastard Executioner från 2015, Brottsplats Mallorca (2019-2021) och Hidden från 2021. samt Morden i Pembroke.

## Filmografi (i urval)
- 2015 – The Bastard Executioner (TV-serie)
- 2019–2021 – Brottsplats Mallorca (TV-serie)
- 2021 – Hidden (TV-serie)